# Slaget vid Sundasundet
Slaget vid Sundasundet var ett sjöslag under andra världskriget. Under natten 28 februari 1942 angreps den australienska kryssaren HMAS Perth och den amerikanska kryssaren USS Houston av en större japansk flotta. Av ren tillfällighet råkade den nederländska jagaren Evertsen vara i området, och strax efter att jagaren siktats av de japanska fartygen besköts den och sänktes. Efter tre dagar var alla de allierade fartygen sänkta, medan fem japanska fartyg sänkts, huvudsakligen på grund av vådabekämpning.